# Sarriac-Bigorre
Sarriac-Bigorre ist eine französische Gemeinde mit 273 Einwohnern (Stand 1. Januar 2022) im Département Hautes-Pyrénées in der Region Okzitanien. Sie gehört zum Arrondissement Tarbes und zum Kanton Val d’Adour-Rustan-Madiranais. 

## Lage
Sie ist umgeben von folgenden Nachbargemeinden:
| Artagnan       | Liac                                        | Ségalas              |
| Vic-en-Bigorre | Kompassrose, die auf Nachbargemeinden zeigt | Rabastens-de-Bigorre |
|                | Bazillac                                    |                      |

## Bevölkerungsentwicklung
| Jahr                      | 1962 | 1968 | 1975 | 1982 | 1990 | 1999 | 2008 | 2016 |
| ------------------------- | ---- | ---- | ---- | ---- | ---- | ---- | ---- | ---- |
| Einwohner                 | 331  | 323  | 320  | 277  | 268  | 263  | 290  | 299  |
| Quelle: Cassini und INSEE |      |      |      |      |      |      |      |      |

## Sehenswürdigkeiten

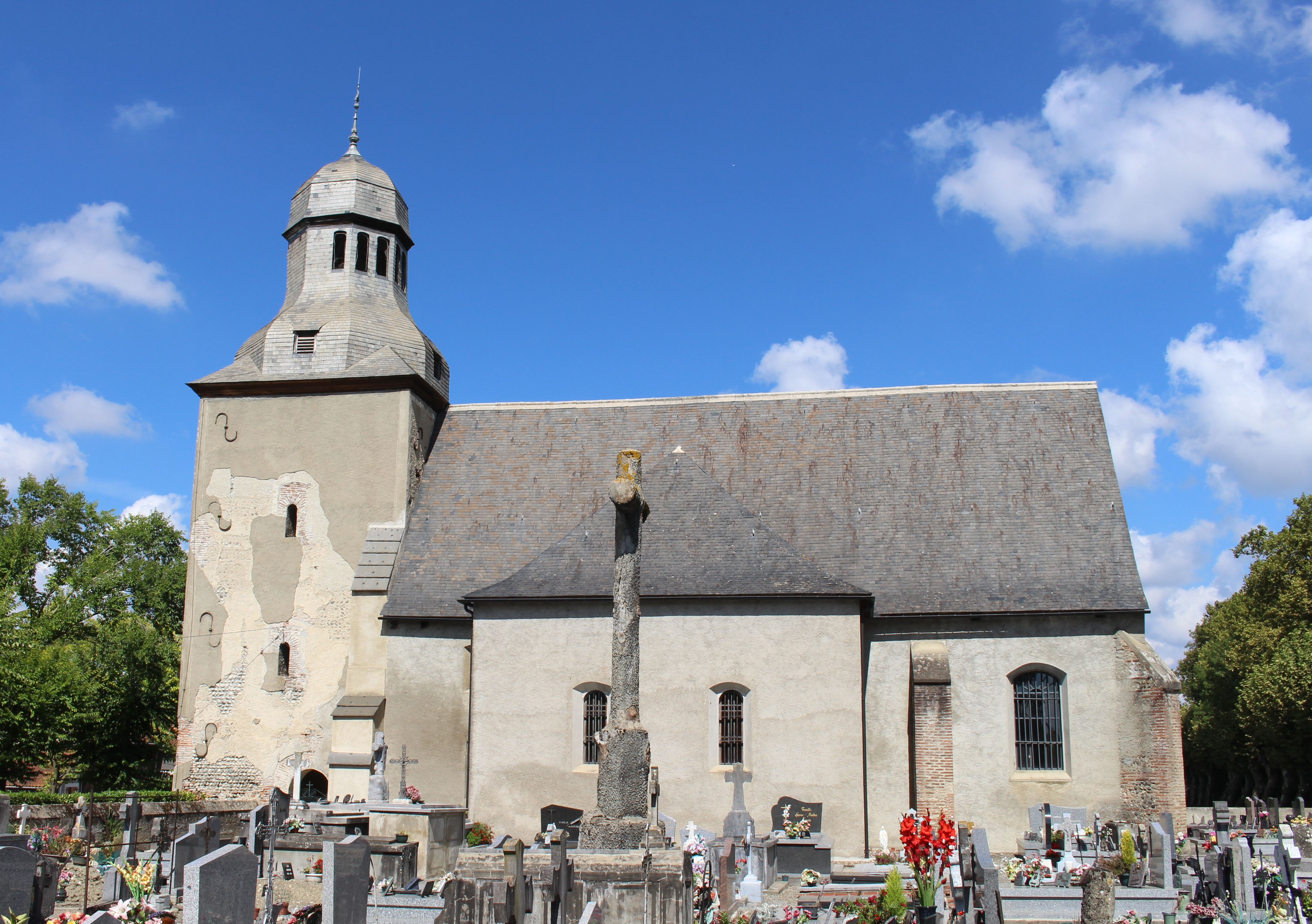
Kirche Église de l’Assomption de Sarriac-Bigorre, Monument historique seit 1952
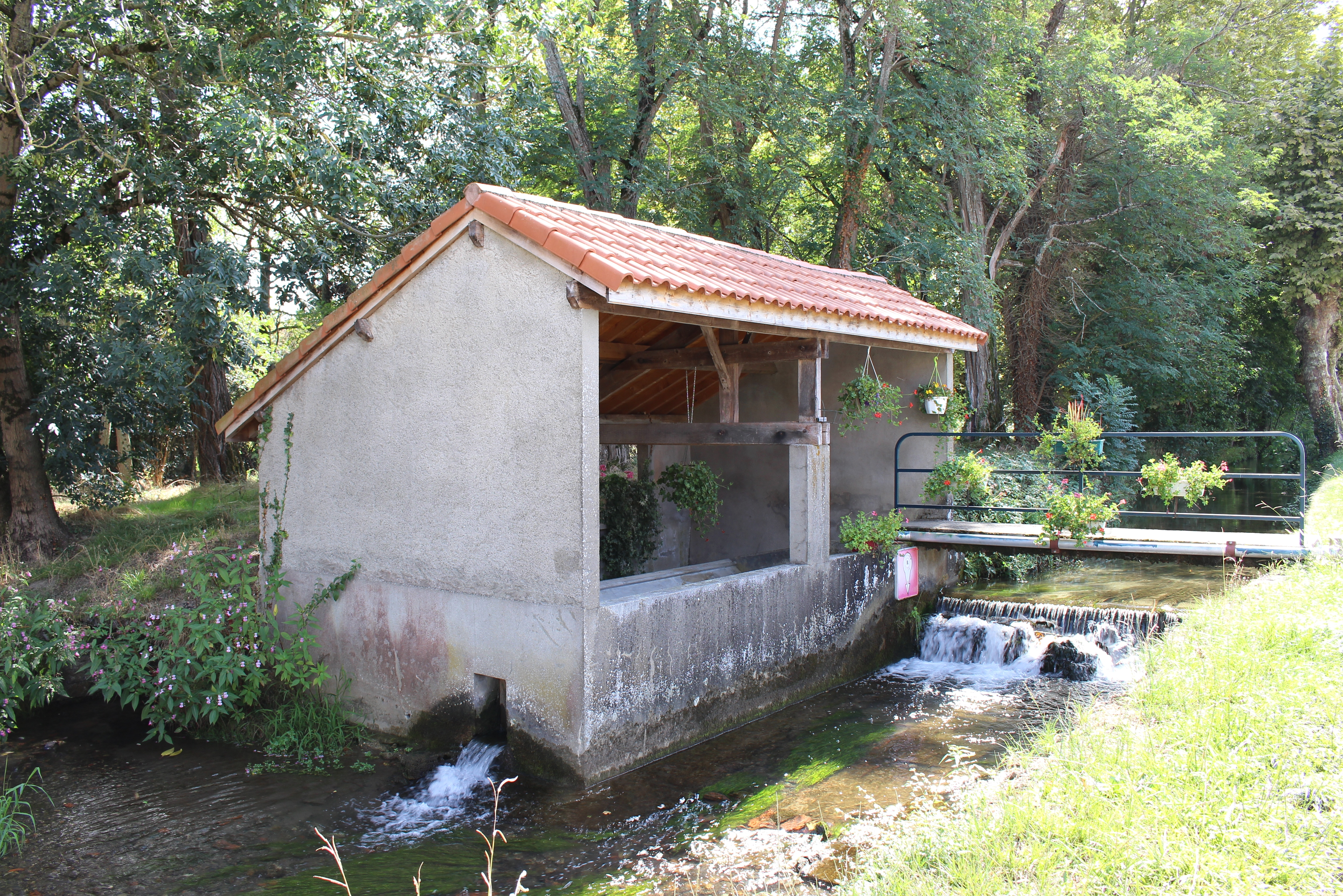
Lavoir